# Лоранс Моден-Сессак
Лоранс Моден-Сессак (28 грудня 1964 , Дуе ) — французька фехтувальниця на рапірах, бронзова призерка Олімпійських ігор 1984 року.

## Виступи на Олімпіадах
| Олімпіада         | Дисципліна           | Місце |
| ----------------- | -------------------- | ----- |
| Лос-Анджелес 1984 | індивідуальна рапіра | 6     |
| Лос-Анджелес 1984 | командна рапіра      | 3     |
| Сеул 1988         | індивідуальна рапіра | 33    |
| Сеул 1988         | командна рапіра      | 7     |
| Барселона 1992    | індивідуальна рапіра | 4     |
| Барселона 1992    | командна рапіра      | 5     |
| Атланта 1996      | індивідуальна рапіра | 4     |
| Атланта 1996      | командна рапіра      | 5     |